# Ercole Seccadenari
Ercole Seccadenari, né au début du XVIe siècle et mort en 1540 à Bologne, est un sculpteur et architecte italien de la Renaissance du XVIe siècle.

## Biographie
Né au début du XVIe siècle, Ercole Seccadenari est un sculpteur et un architecte actif à Bologne. Il effectue la taille de portails et de statues pour différentes commandes religieuses d'églises à Bologne. Il meurt en 1540, dans la ville où il a œuvré. Il a été documenté pour la première fois en 1524. Dans la basilique San Petronio se trouve, sous l'arche, une statue de saint Jean l'évangéliste réalisée par Seccadenari. Lors de l'annonce des projets de Baldassarre Peruzzi en 1521, Seccadenari s'y est fortement opposé qualifiant les dessins de « non conformes à la forme de l'édifice ».

## Œuvres
Liste non-exhaustive de ses œuvres :
- Isaac bénit Jacob, marbre, date inconnue, basilique San Petronio de Bologne (portail gauche)[4];
- Saint Jean l'évangéliste, marbre, date inconnue, lunette sur le portail central de la basilique San Petronio[5].